# Kloster Chau-Son Don Duong

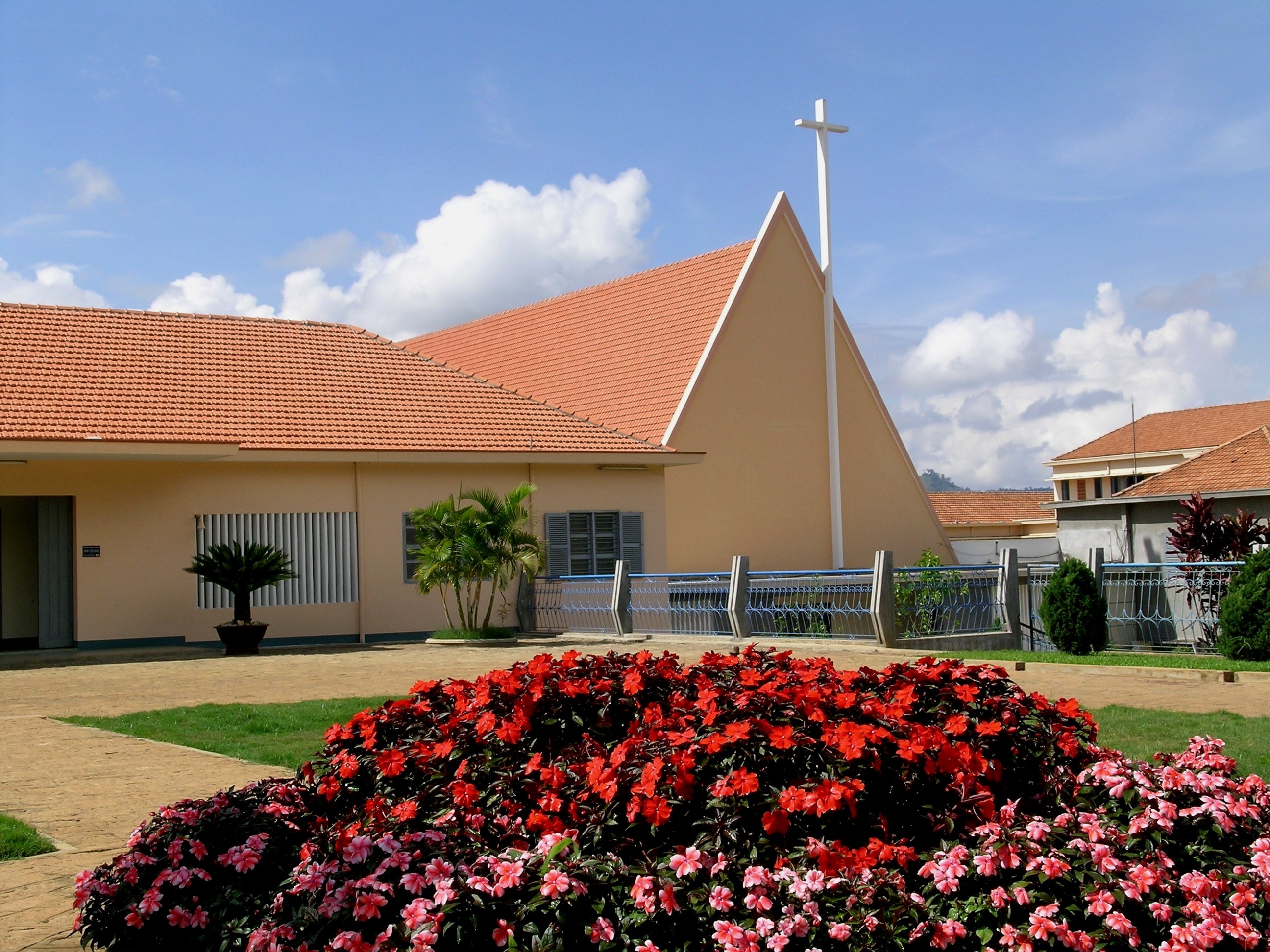
Abtei Unserer Lieben Frau Chau Son Don Duong

Die Abtei Unserer Lieben Frau Chau Son Don Duong (lat. Abbatia B.M.V. de CHÂU-SƠN) ist eine Zisterzienser-Abtei in Don Duong, Provinz Lâm Đồng in Vietnam, im Bistum Đà Lạt.

## Gründung und Ausrichtung
Das Kloster wurde im Jahr 1936 in Nho Quan (Provinz Ninh Bình) durch die Mutter-Abtei Phuoc Son gegründet. Die Konvent erhielt eine kontemplative Ausrichtung, d. h. die Mönchsgemeinschaft führt ein Leben nach der Benediktinerregel, der Zisterzienser-Tradition und dem geistigen Weg ihres Gründers Henri Benoît Thuan Denis (Benoit Thuận, Benedikt Thuan, 1880–1933). Ihr Leitwort lautet Ora et labora.

## Sitz in Nho Quan (1936–1953)
Am 8. September 1936 feierte der erste Prior Anselm Le Huu Tu ein festliches Hochamt mit der noch jungen Gemeinschaft und gründete damit offiziell das neue Kloster Chau Son. Am 15. September 1950 erhob die Vollversammlung der Zisterzienser im Kloster Casamari (Italien) die Kommunität Chau Son zum selbstständigen Kloster.

## Vorläufiger Sitz in Phuoc Ly (1953–1957)
Wegen der Teilung Vietnams und des folgenden Krieges mussten die Mönche am 21. April 1953 mit ihren Triennalen, Novizen und Postulanten vom Norden in den Süden ziehen. Die Gemeinschaft fand ihre vorläufige Unterkunft zuerst in Phuoc Ly, Thanh Tuy Ha (heute Kreis Nhon Trach, Provinz Đồng Nai). Am 8. August 1953 wurde Pater Berchmans Nguyen Van Thao zum Oberen der Kommunität Chau Son ernannt.

## Sitz in Don Duong (seit 1957)

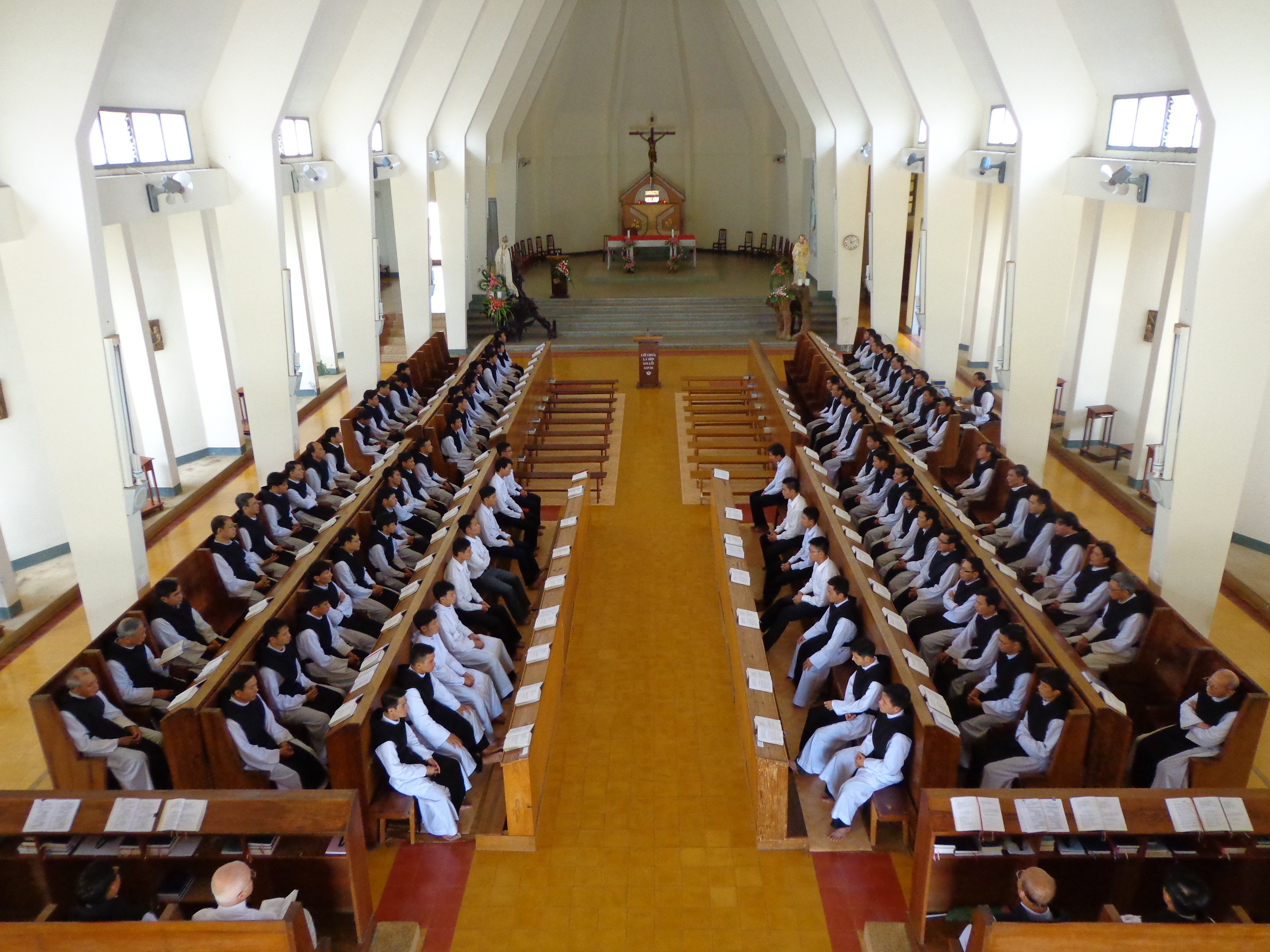
Innenansicht der Abteikirche

Am 1. Juni 1957 zog die Gemeinschaft Chau Son von Phuoc Ly nach Don Duong in der Provinz Tuyen Duc der Erzdiözese Saigon um – heute Verbandsgemeinde Lac Xuan, Distrikt Don Duong, Provinz Lâm Đồng, Diözese Đà Lạt.
Am 27. Juli 1961 wurde das Kloster Unserer Lieben Frau von Chau Son Don Duong durch Dekret des Heiligen Stuhls zum selbständigen Priorat erklärt. Am 13. November 1963 erhob der Papst das Kloster zur Abtei. Am 2. März 1964 wurde der Prior Stefan Tran Ngoc Hoang zum ersten Abt der Abtei Chau Son gewählt. 1971 erhielt die Abtei eine Niederlassung Chau Thuy in Provinz Binh Tuy in der Diözese Phan Thiet.
Am 5. Juli 1976 wurde Abt Leo Vu Duc Chinh mit zwei Patres und zwei Mönchen ins Gefängnis gebracht. Abt Stefan Tran Ngoc Hoang ersetzte die Führung des Klosters. Am 6. Januar 1994 wurde Pater Gerardo Nguyen Van That zum dritten Abt der Abtei Chau Son gewählt.
Am 15. Juni 2000 wurde Pater Franziskus Phan Bao Luyen zum vierten Abt gewählt. Am 15. August 2001 beschloss die Versammlung der Mönche mit ihrem Abt Franziskus Phan Bao Luyen die Gründung der Kommunität Chau Son Sacramento in Kalifornien.

Am 4. August 2003 eröffnete die Gemeinschaft Chau Son das Zisterzienser-Institut Chau Son, um ihre Mitglieder in Philosophie und Theologie auszubilden.
Am 25. März 2007 wurde Pater Ephräm Trinh Van Duc zum fünften Abt der Abtei Chau Son gewählt. Im Jahr 2010 erwarb die Kommunität mit dem damaligen Abt Ephräm Trinh Van Duc 40 Hektar Land in Ngoc Lam in der Diözese Xuân Lộc mit dem Ziel, dort einen neuen Konvent entstehen zu lassen.
Am 10. April 2013 wurde der Rektor des Instituts M. Vianney Nguyen Tri Phuong zum Abt gewählt. Er ist der sechste Abt dieser Abtei. Am 19. Mai 2013 beschloss die Versammlung der Mönche mit ihrem Abt M. Vianney Nguyen Tri Phuong die Gründung der Kommunität Chau Son Nothgottes in Deutschland durch die Unterzeichnung eines Vertrags.
Heute hat die Gemeinschaft 167 Mitglieder: 136 Mönche, sechs mit zeitlicher Profess, sieben Novizen, 18 Postulanten. Von den Mönchen sind 43 Patres und 13 Diakone. Anders als in der westlichen Welt gibt es in den vietnamesischen Klöstern viele junge Menschen, die sich Gott weihen wollen. Derzeitiger Abt ist Domenico Savio Trần Thiết Hùng OCist (gewählt am 25. April 2019).